# Naftali (persoon)
Naftali, andere schrijfwijzen: Nafthali, Naphtali, Napthali of Neftali, Hebreeuws: נַפְתָּלִי - 'mijn strijd', 'ik heb gestreden' of 'worstelaar', was de 6e van de twaalf zonen van aartsvader Jakob oftewel Israel.
In de Hebreeuwse Bijbel staat dat de moeder van Naftali Bilha was, de dienstmaagd van Jakobs tweede vrouw Rachel.
Naftali was de tweede zoon van Bilha (de andere zoon was Dan), de slavin van Rachel, die zelf (in eerste instantie) geen kinderen kon baren en die daarom Bilha namens haar bij Jakob kinderen liet krijgen. De geboorte van Naftali staat beschreven in Genesis 30:7-8.
In Genesis 49:21 wordt hij door zijn vader vergeleken met een losgelaten hinde die mooie kalveren werpt (NBV) of mooie woorden spreekt (andere vertalingen).
Volgens de Bijbel is hij later met zijn vader en zijn broers plus aanhang vanuit Kanaän naar Egypte getrokken (behalve Jozef die al in Egypte verbleef). Volgens een apocrief geschrift, de Testamenten van de Twaalf Patriarchen, zou hij op 137-jarige leeftijd zijn overleden en zijn begraven in Egypte. 